# Мулай Сулейман
Мулай Сулейман (Сліман) (араб. مولاي سليمان; нар. 1766 — 28 листопада 1822) — 13-й султан Марокко з династії Алауїтів в 1792—1822 роках. Повне ім'я Мулай Сулейман Абу'л ар-Рабі ібн Мухаммед.

## Життєпис

### Боротьба з братами
Син султана Мухаммеда III та дружини Аль-Халафія. Народився 1766 року. Навчався в Сафі під орудою шейха Абу Мухаммеда Аджани. Потім в Фесі навчався в каді Хамдуна ібн аль-Хаджа. Досконало вивчив Коран, згодом опанував іншими науками, виявив здібності до малювання.
1790 року невдовзі після сходження його брата Аль-Язіда на трон у державі вибухнула боротьба за владу. Першим повстав у Марракеші брат Гішам, якого оголосили султаном. Водночас у Тафілальті і Сусі владу захопив інший брат Абд ар-Рахман. Невдовзі після того, як султан виступив проти Гішама в Фесі Сулеймана було оголошено султаном.
У лютому 1792 року аль-Язід зазнав поразки від Гішама, невдовзі після чого помер. В результаті в Сафі повстав ще один брат — Хусейн. В Ер-Рифі та Уджді владу захопив інший брат — Маслама. Самого Сулеймана визнали султаном у столиці — Мекнесі, а у квітні — в Сале і Рабаті.
У 1794 році брат Абд аль-Салам, намісник Аземмуру і Агадиру, що до того підпорядковувався Гішаму, перейшов на бік Сулеймана. У січні 1795 року Гішам зрікся трону на користь Сулеймана. Але у жовтні супротивники останнього знову звели Гішама в трон у Марракеші. У 1797 році після нетривалої боротьби зайняв Тафілальт і Ссу, де помер брат Абд ар-Рахман. Невдовзі втрутився у боротьбу братів Хусейна і Гішама за Марракеш. У листопаді 1797 року Гішам зрікся трону. Згодом підкорився Хусейн, що отаборився в Сафі. За цим було переможено брата Масламу, якого було відправлено у заслання до Єгипту. Втім до грудня 1797 року вимушений був придушувати повстання племен на півдні. Цими обставинами скористався алжирський дей Сіді-Гасан, що захопив місто Уджду. Але марокканці змусили його невдовзі відступити. 1799 року переміг останнього з братів — Хусейна, що отаборився в Сафі.

### Панування
1798 року повернувся до Мекнесу, який відновив статус столиці. 1800 року мусив боротися з епідемією чуми, що завдала удару по чисельності населення.
Султан різно виступив проти торгівлі з ними, максимально її обмежив. Було наказано всім європейським консулам переїхати до Танжеру. Водночас заборонено підданим султана залишати країну. Однією з причин цього вважають початок бойових дій на Піренейському півострові, коли французи на чолі з імператором Наполеоном I зайняли Іспанію, а в Португалії висадилися британці. Французький імператор планував після зміцнення на Піренеях підкорення Марокко, про що султан довідався після розкриття французького шпигуна Алі-бея аль-Аббаса.
При цьому наказав повернути всіх жидів, яких вигнали з Марокко за наказом султана Мулая аль-Язіда. Також продовжив тісну співпрацю зі США, уряду яких подарував 2-поверхову будівлю в Танжер, де розмістилося консульство. Але у 1802 році з початком так званої Триполійської війни у 1802 році оголосив війну США та наказав ліквідувати консульство цієї країни. Почалися піратські напади на судна США. 1805 року після завершення війни в Триполі за посередництва Великої Британії було укладено мир між Марокко і США.
За цим доклав чималих зусиль для припинення піратства, базами якого були порти Лараш, Рабат і Сале. Частина піратських флотилій увійшла до султанського флоту. Ті, хто не бажав коритися, втекли до Алжиру і Тунісу. Завдяки цьому Сулейман дістав змогу налагодити політичне співробітництво з європейськими країнами. Невдовзі першочерговим торгівельним партнером стає Велика Британія, для купців якої було відкрито порт Ес-Сувейра.
У Марракеші він відбудував мечеть Алі ібн Юсуфа, не залишивши ні найменших залишків старої однойменної мечеті Альморавідів XII ст.
Також розпочав політику на придушення суфізму та поширення ваххабізму, прихильником якого був сам Сулейман. Це поступово спричинило конфлікт із суфійськими завіями. Вже 1805 року мусив придушити повстання на чолі з Мухаммедом Дархазі, головою суфіїв завії Уазану.
1811 року проти нього повстали племена Середнього Атласу на чолі з берберським племенем айт-умалу. Боротьба з ними тривала до 1816 року, 1814 року султан заборонив вивіз зернових, м'яса, олії та шкір до Європи. 1815 року підняв митні тарифи на 50 %. Того ж року обмежив відвідування святих місць суфіїв. 1816 року почалася потужна посуха, а за нею епідемія чуми. Втім, незважаючи на проблеми з харчами в середині країни, султан дозволив вивіз пшениці до Франції.
1818 року почалося повстання на чолі з суфіями Абу-Бакром Амхошем, Мулай Ларбі та Сіді аль-Хаджем Ларбі. У битві біля Ель-Кбабу Сулейман зазнав поразки й потрапив у полон. Тут перебував 4 дні, але з ним поводилися гідно. Зрештою здобув свободу. 1819 року завдав повсталим тяжкої поразки. Але повстання тривало до 1820 року. Під час четвертої кампанії проти повсталих загинув син і спадкоємець султана Ібрагім.
Зрештою султану вдалося їх здолати. Але ці тривалі повстання спричинили голод і епідемії. 1820 року містяни Фесу повстали, оголосивши султаном небожа Сулеймана — Ібрагіма ібн аль-Язіда. Той мав чималий авторитет, але раптово помер 1821 року в Тетуані. Після чого лідером повсталих став брат Ібрагіма — Мулай Саїд. Втім у квітні 1821 року Сулейман придушив повстання, завдавши поразки в битві на річці Себу армії мулай Саїда. Потім зайняв Фес. За цим призначив небожа Абд ар-Рахмана, намісником у Фесі. Водночас закріпив за ним статус спадкоємця трону в обхід синів Алі й Хусейна, яких вважав менш гідними влади.
Невдовзі вступив у конфлікт зі впливовою суфійською завією Шарадія (Шаркавія) поблизу Марракешу, проте не зміг захопити її фортецю. Помер у листопаді 1822 року в Марракеші. Йому спадкував небіж Абд ар-Рахман.

## Творчість
Автор численних наукових робіт. У доробку є «Кітаб інаят ула-л аль-Маджд бі зікр аль-Фасі ібн аль-джадд» («Книга уславленого увагою до згадки роду Фасі, відзначеного величчю») про історію андалузького клану шаріфів Фасі аль-Фіхрі. Тут надається опис сутності шарифства, процедур прийняття до шаріфів.
Іншим відомим нарисом є релігійна праця «Хаваші'ала Шарх аль-Харші». Деякі інші його роботи — «Такаїд фі хукм аль-гіна» та «Русала фі хукм аль-Гіна».